# Eleanora Ehrenbergů
Eleanora Ehrenbergů (ponekad i  Eleanora Ehrenbergová ili Eleanora Ehrenberg, Modrá Hůrka kod Českih Budějovica, 1. studenog 1832. – Ondřejov, 30. kolovoza 1912.) bila je češka operna pjevačica, po rasponu glasa sopran. U svojem prvom nastupu 1854., u kazalištu Estates u Pragu, igrala je ulogu u operi Lucia di Lammermoor talijanskog skladatelja Gaetana Donizettija. Najpoznatija je ostala po ulozi Mařenke na premijeri prve i najpoznatije češke opere Prodana nevjesta Bedřicha Smetane. 1868., glumila je također u još jednoj Smetanovoj premijeri, lik Jitke, seljakinje koja se udala za viteza, koja se pojavljuje u operi Dalibor. Tijekom 1880-ih napustila je kazališne pozornice i otišla u mirovinu.

## Vanjske poveznice
- (češ.) Eleanora Ehrenbergů  Arhivirana inačica izvorne stranice od 4. ožujka 2016. (Wayback Machine) na stranicama Češkog glazbenog rječnika osoba i institucija